# Brug 2334
Brug 2334 is een bouwkundig kunstwerk in Amsterdam-Noord, wijk Waterland.
De vaste brug is gelegen over een ringsloot die om het Tuinpark Buikslotermeer is gelegen. Deze sloot zorgt tevens voor afwatering van de dijklichamen behorend bij Ringweg-Noord, deel van Rijksweg 10. Deze brug geeft vanaf het uiteinde en doodlopende deel van de Volendammerweg toegang tot het terrein van de Bond van Volkstuinders. Dat ligt binnen hetzelfde tuinpark, maar is daarvan afgescheiden. De brug ligt middels houten liggers op houten brugpijlers en jukken. Aan de liggers zijn metalen constructies vastgeschroefd voor metalen balustrades en houten leuningen. Op het hoogste punt zijn pylonen geplaatst die rusten op de brugpijlers. Aan de pylonen zijn afsluitbare metalen hekken opgehangen alsmede aan weerszijden een dito overklimbeveiliging. De pylonen zijn net als de eindbalusters afgedekt met metalen kapjes. 
De terreinen werden rond 2004 geopend. Het gehele complex ligt buiten het gebied van de Rijksweg 10.